# نعيمة (الظهار)

تعديل مصدري - تعديل

نعيمة هي إحدى قرى عزلة الحوج القبلي بمديرية الظهار التابعة لمحافظة إب، بلغ تعداد سكانها 328 نسمة حسب تعداد اليمن لعام 2004.